# Британські військовополонені Другої світової війни

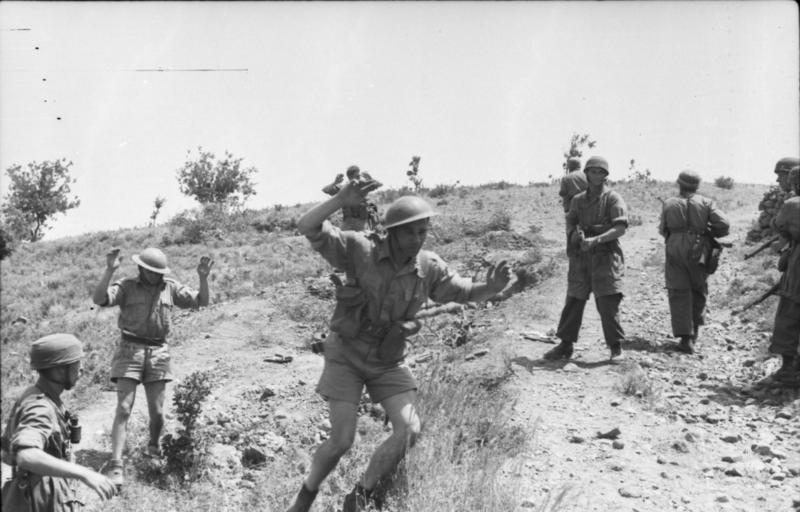
Британські військові здаються в полон під час битви за Крит. Травень 1941

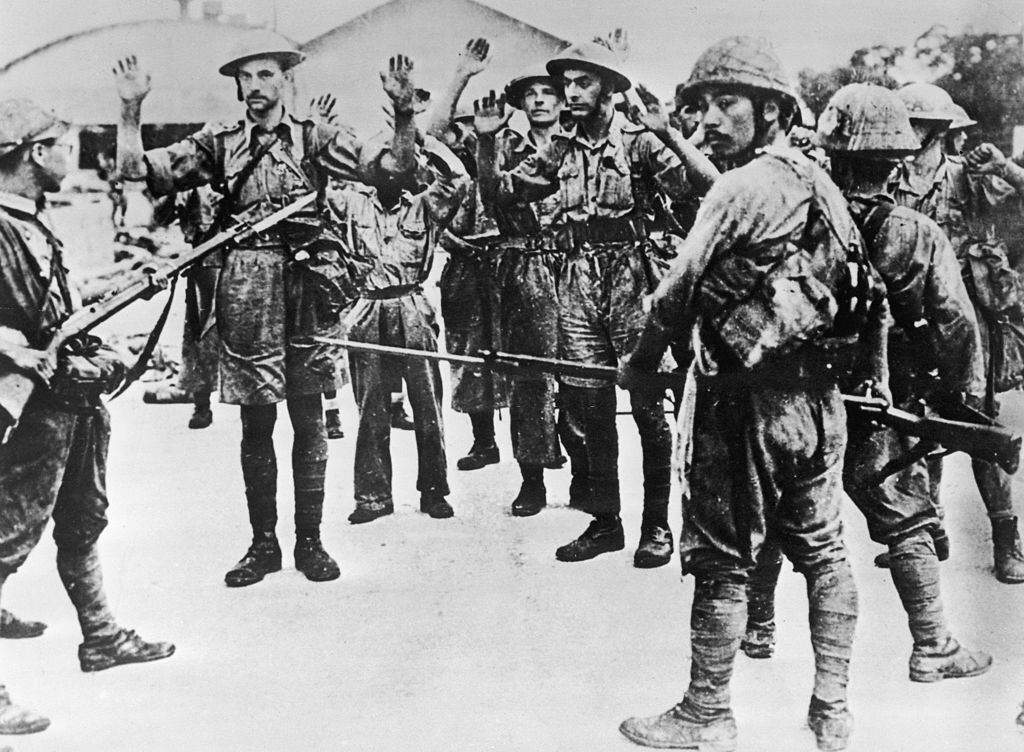
Британські солдати здаються японським військам у Сінгапурі. Лютий 1942

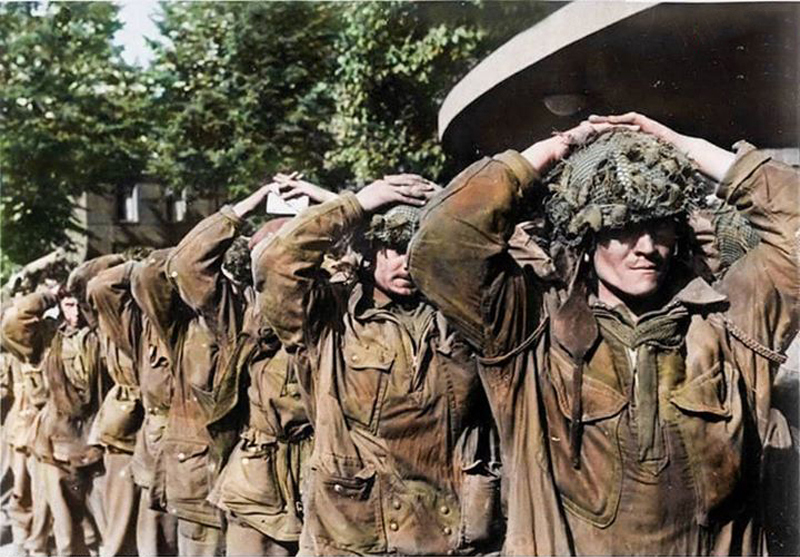
Британські десантники, захоплені в боях за Арнем при проведенні операції «Маркет-Гарден». Вересень 1944

Британські військовополонені Другої світової війни — категорія військовослужбовців британської армії, Королівських ВМФ та Повітряних сил, інших формувань Збройних сил Великої Британії тощо, що з тих чи інших обставин насильницькі або добровільно була взята в полон військами держав-членів Осі за часи Другої світової війни.

## Зміст

### Військовополонені у нацистській Німеччині та фашистській Італії
В період з 1939 до 1945 року німецькі та італійські війська захопили понад 170 000 британських військовополонених. Більшість з них були захоплені в низці поразок у Франції, Північній Африці та на Балканах між 1940 і 1942 роками. Вони утримувались у мережі таборів для військовополонених, що простягалися від окупованої нацистами Польщі до Італії.
Правила Женевської конвенції, які визначають захист і стандарти поводження з військовополоненими, не завжди дотримувалися, але в цілому німці та італійці поводилися справедливо по відношенню до в'язнів Великої Британії та Співдружності у порівнянні з радянськими полоненими. Незважаючи на це, умови були важкими. Пайки були мізерними. Сержантам та солдатам — але не офіцерам — доводилося працювати, часто на важкій роботі.

### Військовополонені в Імперській Японії
Під час Другої світової війни японські збройні сили захопили в полон майже 140 тис. військовослужбовців союзників (з Австралії, Канади, Великої Британії, Британської Індії, Нідерландів, Нової Зеландії та США) у районах бойових дій в Південно-Східній Азії та Тихому океані. Їх змушували займатися каторжною працею з будівництва залізниць, доріг, аеродромів тощо для використання японськими збройними силами на окупованих територіях. 
Після капітуляції Японії загалом було звільнено 37 583 полонених з Великої Британії, Співдружності та британських домініонів, а також 28 500 з Нідерландів і 14 473 із США.